# Ryan Sinn
Ryan Sinn, född 23 april 1979 i Fremont, Kalifornien, är en amerikansk musiker (basist).
Han var tidigare basist i det alternativa rockbandet Angels and Airwaves. Innan tiden i Angels and Airwaves spelade Ryan Sinn i The Distillers. Sedan oktober 2007 är han basist i thrash-metalbandet The Innocent.